# 서탑교회

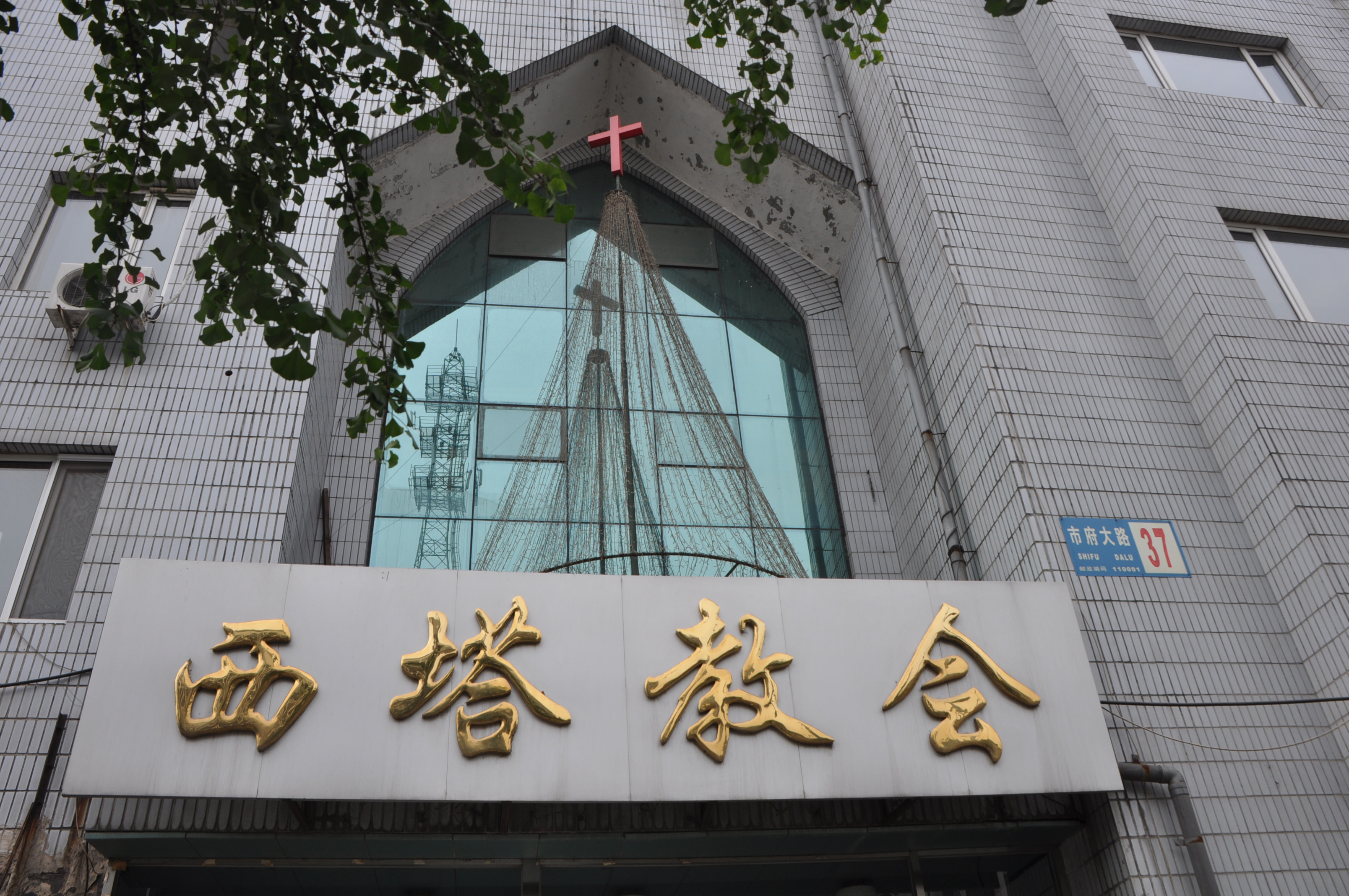
서탑교회(신관)

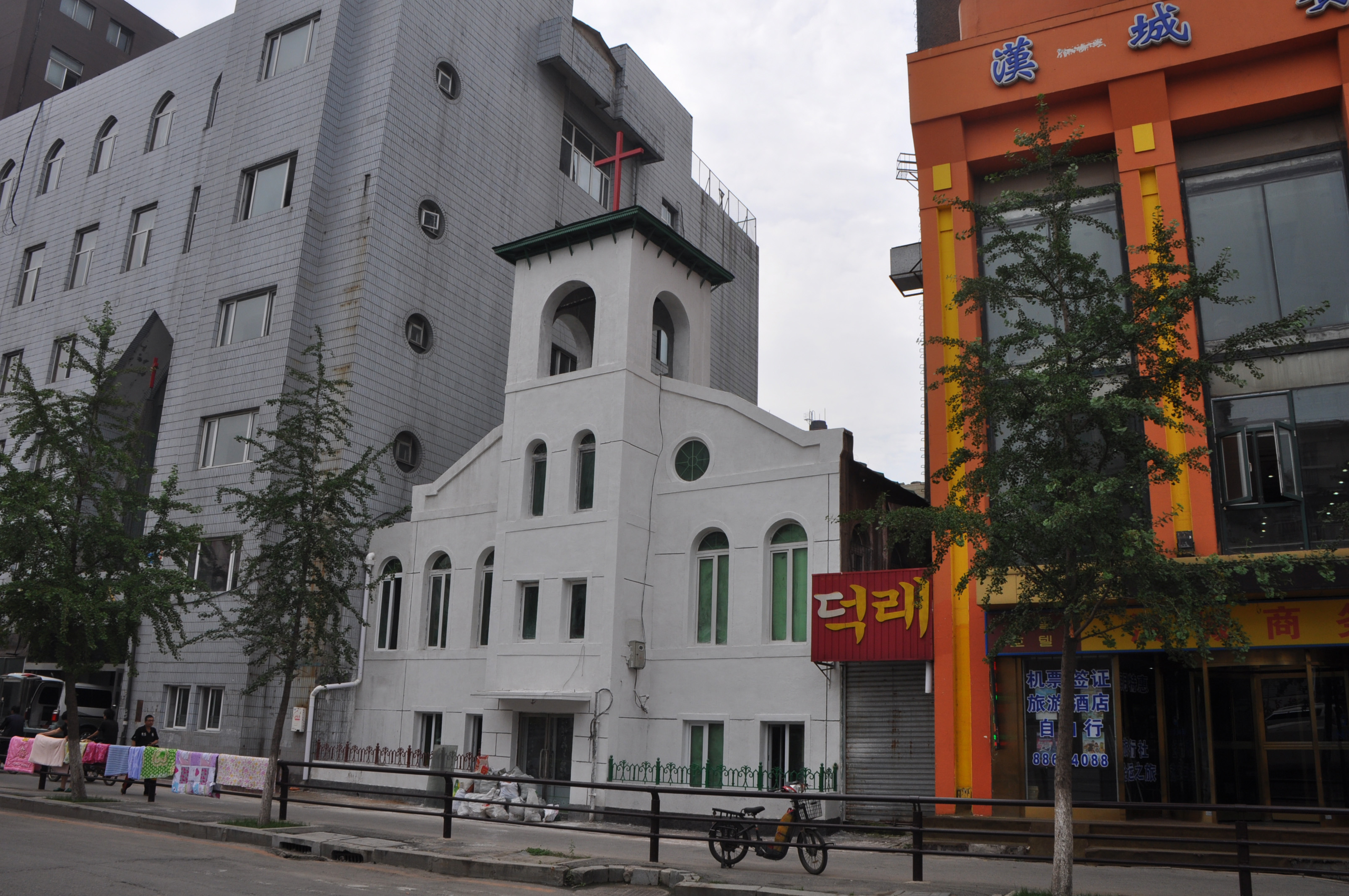
서탑교회(구관)

서탑교회(西塔教会)는 주로 조선족들을 위한 개신교 교회이다. 중국 요녕성 심양 화평구(辽宁省 沈阳 和平区) 에 위치해있다.

## 역사
- 1913년 5명의 여성선교사가 북한 평안북도 의주에 위치한 개신교 교회들로부터 파견
- 1917년 구 교회당(현재 새로 지어진 교회건물 오른편에 보존되어 있음) 준공 완료
- 1951년 한국인 선교사들이 한국으로 귀국
- 1957년 오애은이 관리 책임을 맡게됨
- 1966-1979년 중국의 문화대혁명 기간동안 일시 폐쇄
- 1981년 오애은 담당목사로 부임
- 2003년 중국어 모임이 시작

## 현재
- 주소: 요녕성 심양시 화평구 시부 대로 37호
- 성도: 3,000명가량

## 같이 보기
- 중국의 기독교
- 중국기독교협회